# ウルグアイの極地

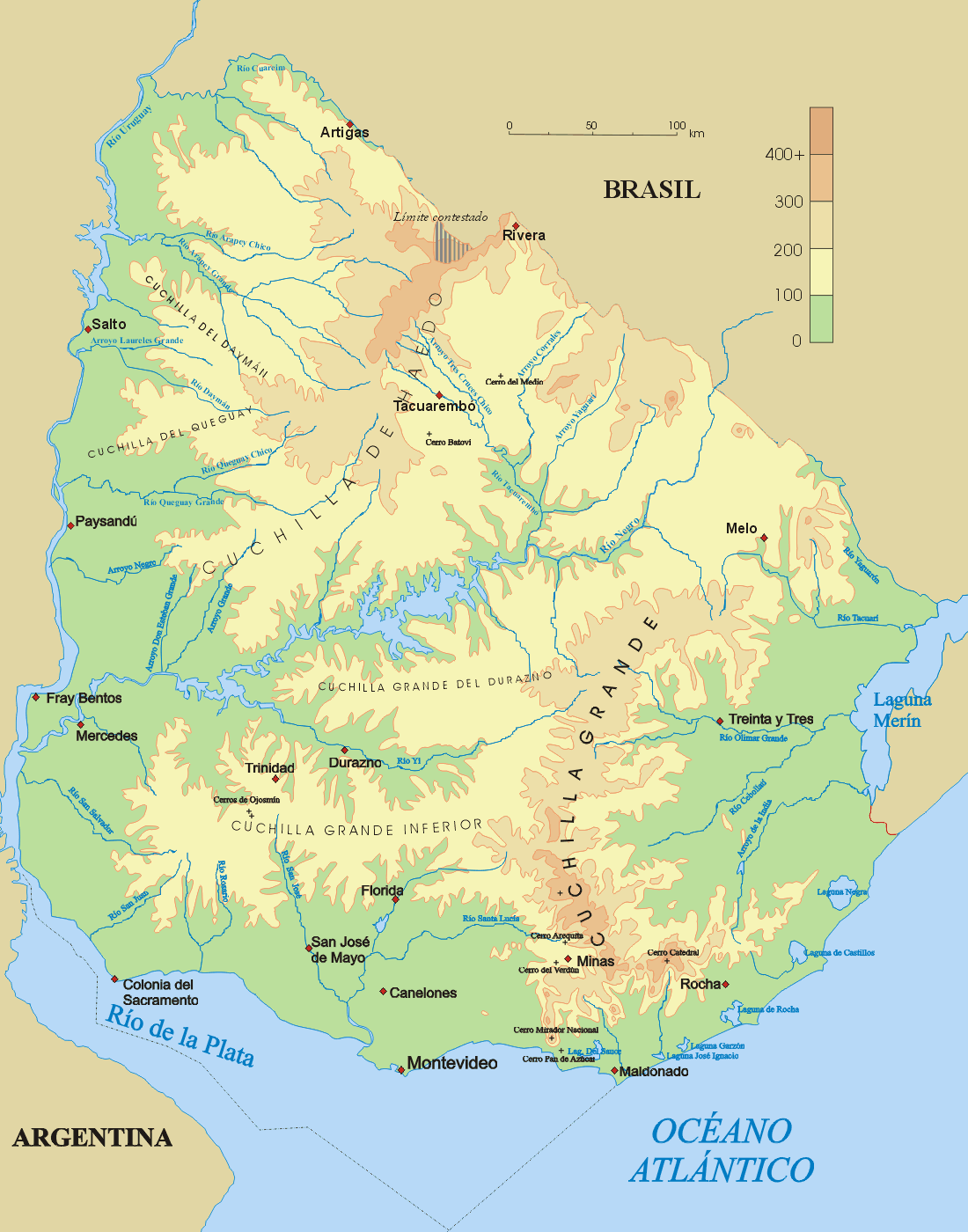
ウルグアイの地図。

ウルグアイの極地（ウルグアイのきょくち）は、ウルグアイの極地についての一覧である。東西南北端、最高・最低地点など、ウルグアイの地理について述べる。

## 緯度と経度
南北
- 最北端は、アルティガス県のクアライ川上の地点。: 南緯30度05分08秒 西経56度57分06秒 / 南緯30.08556度 西経56.95167度。
- 島を除く最南端地点は、マルドナド県にあるプンタデルエステ。: 南緯34度58分27秒 西経54度57分07秒 / 南緯34.97417度 西経54.95194度。
  - 島を含む最南端地点はイスラ·デ·ロボスの南端。: 南緯35度01分28秒 西経54度52分59秒 / 南緯35.02444度 西経54.88306度。

最北端と最南端間の距離は約571キロ。
東西
- 最西端はソリアノ県にあるサンサルバドル川の南（Punta Arenal Grande）。: 南緯33度31分30秒 西経58度26分01秒 / 南緯33.52500度 西経58.43361度。
- 最東端はセロ・ラルゴ県にあるジャグアラン川の河口。: 南緯32度39分14秒 西経53度10分58秒 / 南緯32.65389度 西経53.18278度。

最東端と最西端間の距離は約500キロ。

## 標高
- 最低地点は大西洋上の海面で、0m。[3]
- 最高地点はカテドラル山で、標高514m。[3][4]